# ГЕС Бошастель
ГЕС Бошастель (фр. barrage de Charmes) та (фр. centrale de Beauchastel) — гідроелектростанція на південному сході Франції. Входить до складу каскаду на річці Рона, знаходячись між ГЕС Бур-ле-Валанс (вище по течії) та Le Logis-neuf.
Ліву протоку Рони перекрили греблею Шарм (фр. Charmes), яка складається із шести водопропускних шлюзів. Гребля спрямовує воду до правої протоки (каналу), на якій через 4 км розташована руслова будівля машинного залу, праворуч від якої облаштований судноплавний шлюз.
Зал обладнаний шістьма турбінами типу Каплан загальною потужністю 204 МВт. При напорі у 11,8 метра вони забезпечують виробництво понад 1,2 млрд кВт·год електроенергії на рік.
Відпрацьована вода прямує ще понад 1,5 км по каналу, перш ніж потрапити назад до Рони.